# 프리드리히 2세 (프로이센)
프리드리히 2세(독일어: Friedrich II, 1712년 1월 24일 ~ 1786년 8월 17일)는 독일 프로이센 왕국의 제3대 프로이센 국왕이다(재위 : 1740년 5월 31일 - 1786년 8월 17일). 종교에 대한 관용 정책을 펼치고 재판과정에서 고문을 근절한 계몽군주였다.
국가를 통치하고 인재를 기용하는 것과 군대 조직과 군대의 지휘, 정복전쟁 지휘를 직접 담당하는 등의 역할을 모두 빈틈없이 해결했다. 뛰어난 군사적 재능과 합리적인 국가경영을 발휘해 프로이센을 당시 유럽 최강의 군사대국으로 성장시켰을 뿐만 아니라 플루트 연주 등 예술적 재능과 관심까지 겸비하고 있었기에 계몽전제군주의 전형으로 여겨진다.
또한 오스트리아와의 전쟁에서 승리를 거두어 독일 제국 내의 프로이센의 패권을 차지하였다. 오스트리아와 주변 강국에 맞선 외교전략과 전쟁을 통해 프로이센의 영토를 확장하고 유럽 최강의 군사대국으로 만든 특출한 군사 전략가였다. 그는 신성 로마 제국의 해체와 독일 통일을 이루는 데 주도적 역할을 했다. 또한 군사 병력을 위해 국민징병제를 실시해 프로이센 남자들만 군입대를 시켜 군사훈련을 강화시켰다는 평가도 있다.
또한 가톨릭과 개신교간의 갈등이 극심했던 독일내 왕국, 공국들과는 다른, 모든 종교에 관용적인 정책을 폈고 보통교육을 확대했으며 성문헌법 제정작업에도 참여했다. 정치분야에서는 스스로를 국가의 첫 번째 종이라고 자처하면서 전제정치에 인간적인 자비로움을 접목시키려고 시도해 개화된 독재라는 평가를 받고 있다. 샤를마뉴, 나폴레옹과 함께 유럽의 위대한 지도자의 한 사람으로 꼽힌다. 그 공적을 기리기 위해 후세에 독일인들로부터 프리드리히 대왕(Friedrich der Große, Friedrich der Grosse, Friedrich the Great), 영광의 프리드리히(honor of Frederick) 등으로 불리게 된다.

## 생애

### 즉위 이전

#### 출생과 가계

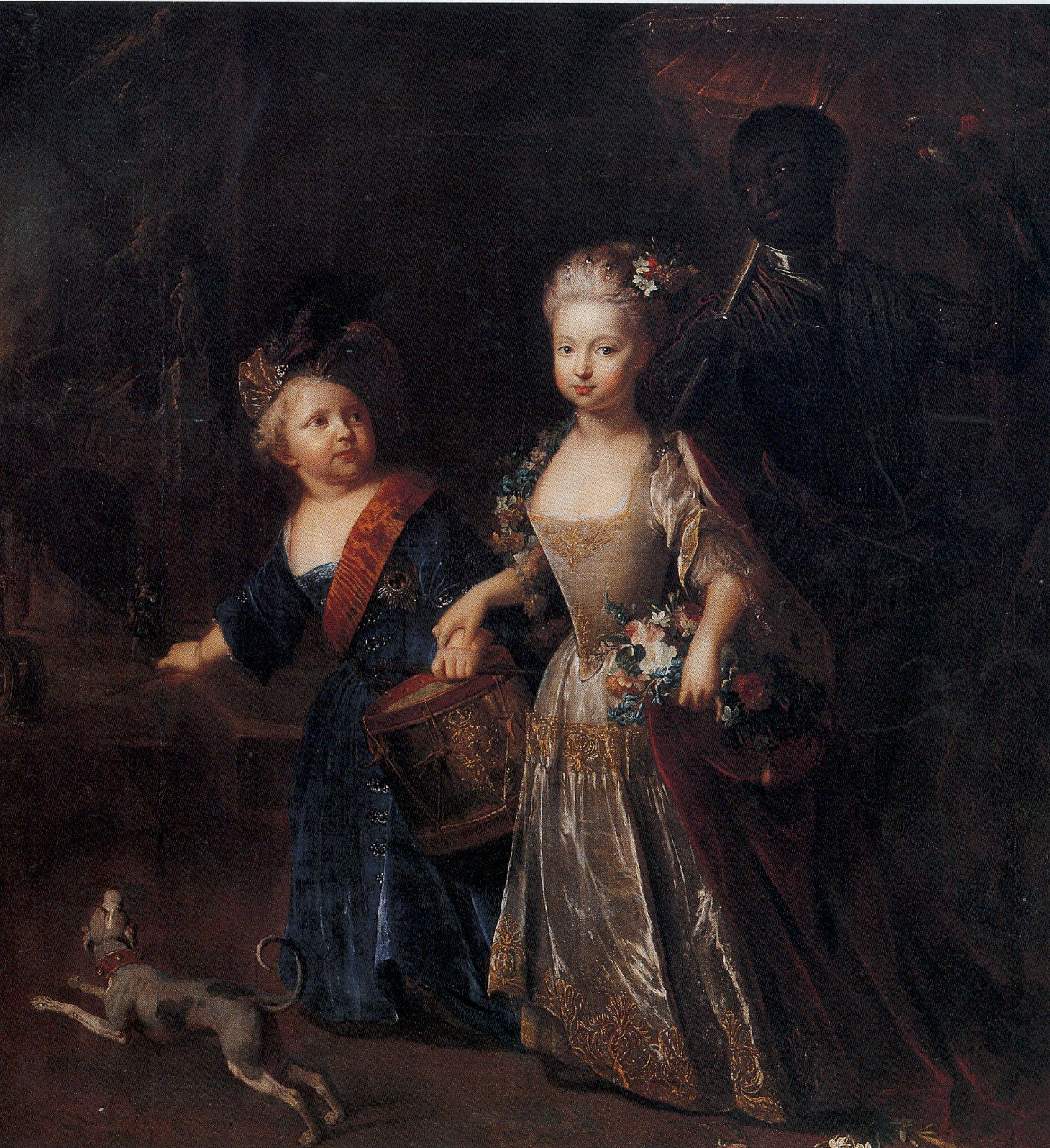
어린 시절의 프리드리히와 빌헬미나

프리드리히 2세는 1712년 1월 24일 프리드리히 빌헬름 1세(1688-1740. 재위 1713-1740)와 하노버의 조피 도로테아(Sophie Dorothea von Hannover 1687-1757) 사이의 14 명의 자녀중 네번째 자녀이다. 첫째 형 프리드리히 루트비히(1707–1708)와 둘째 형 프리드리히 빌헬름(1710–1711)이 어려서 죽었기 때문에 프리드리히 2세는 출생 시점에 이미 왕세자였다. 부왕 프리드리히 빌헬름 1세가 군인왕이라는 별칭 만큼이나 독선적이었던 반면, 모후 조피는 세련된 궁정인이었다.
하노버 선제후였던 외조부 게오르크(Georg Ludwig, 1660-1727)는 프리드리히 2세가 태어날 무렵인 1714년 영국의 왕위를 계승하고 하노버 왕조를 열(조지 1세)었다.
아버지 프리드리히 빌헬름 1세는 난폭한 성격으로 아랫사람들을 함부로 대했지만 세련된 교양인인 어머니는 프랑스 귀족 출신 가정교사를 초빙했고, 국왕부부는 정반대의 교육방침으로 늘 대립하였으며, 이는 어린 프리드리히에게 큰 영향을 끼쳤다. 부왕은 아들 프리드리히를 가르치면서 오페라나 희극 같이 쾌락이나 즐거움을 주는 예술이나 학문 등을 즐기는 것을 엄격히 금지했다. 부왕의 교육을 보여주는 일화로, 어느날 프리드리히가 북을 두드리며 놀자 시끄러운 것에 대해 참다못한 누이 빌헬미나가 “그렇게 시끄러운 건 그만 가지고 놀고, 꽃을 갖고 노는 게 어떻겠니?” 라고 묻자 프리드리히는 “꽃같은 것을 갖고 노는 것보다, 북 치는 게 훨씬 도움이 되는 걸!” 이라고 말한 것을 들은 부왕은 즉시 북을 치는 왕자의 초상화를 그리도록 명령했다고 한다. 그러나 암살 공포증과 의심증이 심해진 부왕은 종종 그를 때리거나 걷어차고 폭언을 퍼부었다 한다.

#### 청소년기

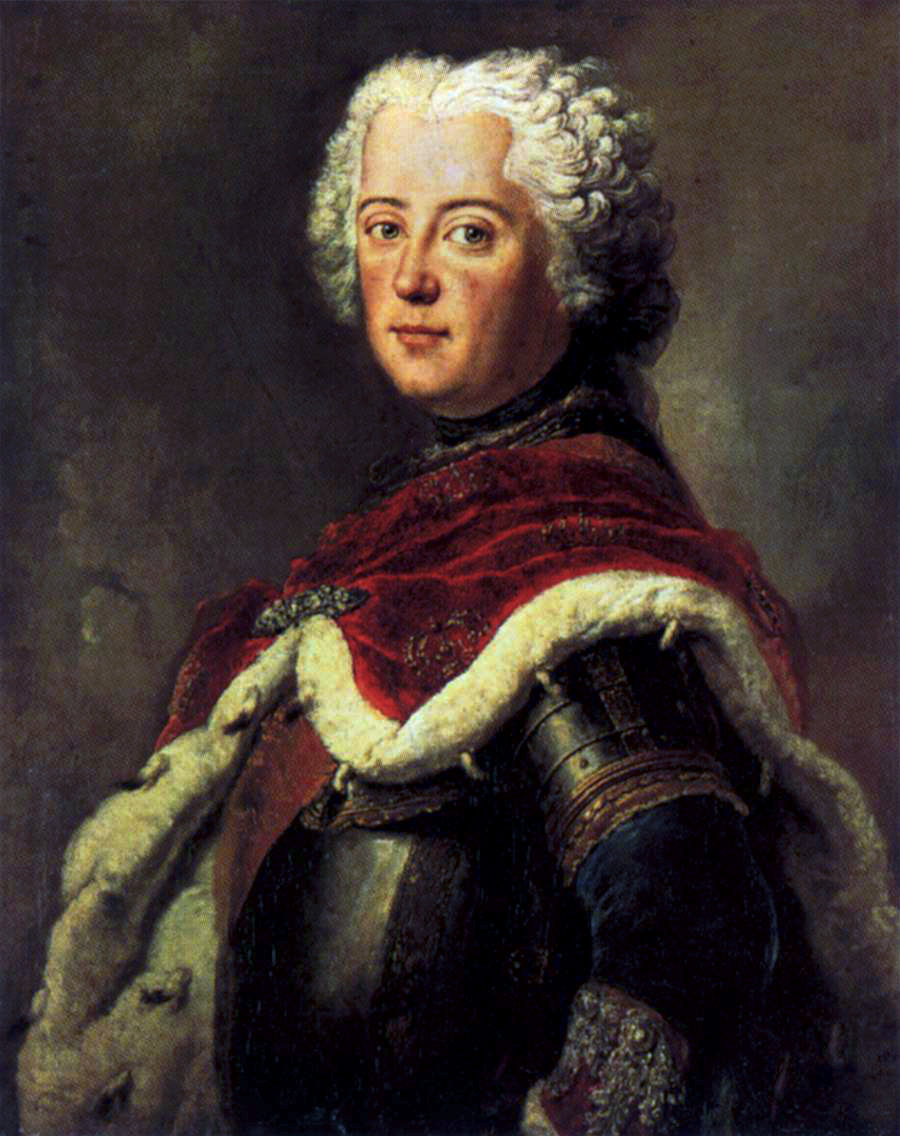
황태자 시절의 프리드리히

소년시절에 프랑스인 가정교사의 영향으로 프랑스 문화에 심취하여 독일문화를 경멸하게 되었으며, 프랑스 문학과 플루트 연주에 골몰하였다. 그러자 부왕은 프랑스인 가정교사를 해임하였다. 그러나 예술가 기질의 프리드리히는 어머니를 닮아 음악을 좋아했으며 플루티스트인 요한 요아힘 콴츠로부터 플루트 연주를 지도받아 자주 연주회를 열곤 했다. 또한 바흐와 비발디, 헨델 등의 음악에도 큰 관심을 보였고, 음악감상을 즐기기도 했다. 부왕은 이러한 소식을 접할 때마다 노여워하며 공개된 장소에서도 회초리와 몽둥이로 아들을 두들겼다 한다. 이때 그가 라틴어·시·철학·음악 등 정서적인 분야에 취미를 갖고 있었던 것은 아버지에 대한 철저한 반발심리에서 비롯되었을지도 모른다.
매일 같은 학대와 주변의 냉담함에도 불구하고 프리드리히는 그저 묵묵히 성장하였다. 그러나 주변의 암투, 모략 등은 그에게 예술심취와 함께 부정적인 인간관을 형성했다.

#### 국외탈출 기도와 실패
그러다 사촌인 영국의 아멜리아 공주와의 혼담을 기회로 결국 가출을 도모했다. 그는 육군중위 한스 헤르만 폰 카테 그리고 소위 페터 카를 크리스토프 폰 카이스의 도움을 받아 1730년 8월 5일 이른 아침, 여행지 숙소를 빠져 나왔지만 폰 카이스가 나중에 외국으로 도망쳐 모의를 누설하자 왕세자와 폰 카테는 체포되어 지위는 박탈, 수감된 채 군사재판에 회부됐다.
부왕은 그에게 강인한 기질을 요구했으나 아들에게는 섬세한 면이 있었고, 부왕은 이를 심히 못마땅해 했다. 군사재판은 카테를 2년간 성채에 감금하겠지만 왕세자를 단죄할 수는 없다고 했다. 그러나 이미 프리드리히를 왕위대상에서 제외한다는 내용을 포고한 부왕은 재판을 수용하지 않았다. 당시 부왕은 암살공포에 시달렸기에 왕세자를 처형하려고까지 하였다.
카이스는 이미 영국으로 도망갔지만 카테는 프리드리히 앞에서 참수당했다. 프리드리히는 그 모습을 볼 것을 강요당했지만 끝까지 보지 못한 채 실신하였다.
당시 18세의 나이에 어울리지 않게 불굴의 용기와 신념의 소유자였던 프리드리히는 이 사건을 계기로 깊은 실의에 빠져 투옥생활을 보냈다. 감옥의 목사는 부왕에게 아들이 더 이상 반항적이지 않다고 보고해 조건부 사면을 받았다. 수주일 후, 부왕은 아들로부터 용서를 청원하는 편지를 받고 1730년 11월 18일 석방, 복권시켰다.
부왕은 사회봉사를 하라는 조건을 제시했다. 아들은 무기한 봉사한 뒤 기존의 지위·자유·재산을 다시 찾을 수 있었다. 그는 이후 성직에 잠시 몸담았다 완전 복권되었으며, 이후 점차 부왕의 통제를 벗어나기 시작했다. 그는 즉위 뒤, 이 시련기가 나중의 고난에 커다란 훈련이었다라고 그의 저술에서 회고했다.

#### 결혼과 청년기

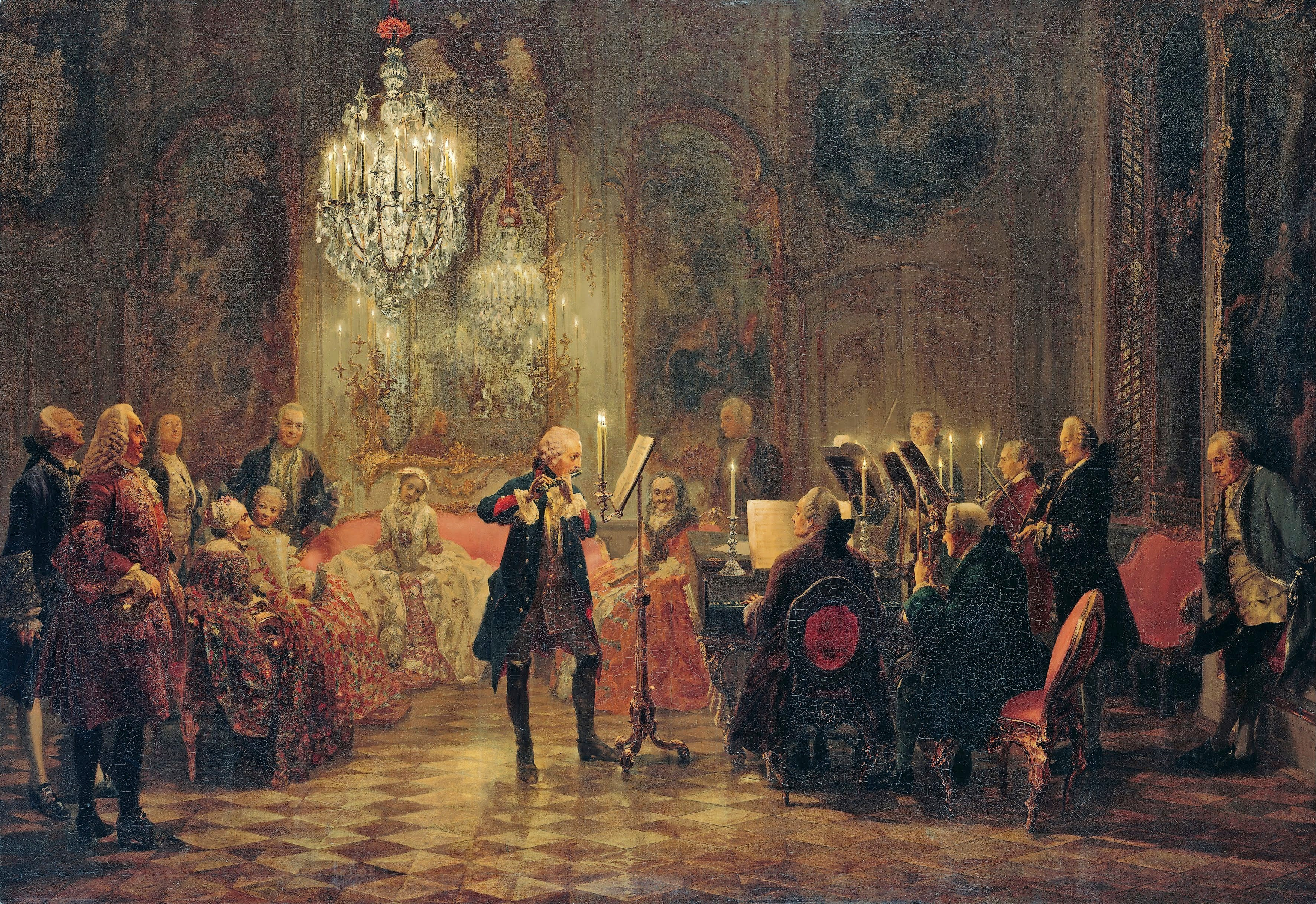
플루트를 연주하고 있는 프리드리히 대왕

1733년 6월 12일에는 아버지의 뜻에 따라 자신의 뜻과는 무관하게 오스트리아의 원수인 브라운슈바이크-베버른 공 페르디난트 알베르트 2세의 딸 엘리자베트 크리스티네와 결혼했다.
엘리자베트 크리스티네는 용모도 아름답고, 신앙심도 투철하고, 남편에게 사랑받기 위해 여러 방면으로 노력한 성실한 아내였지만, 두 사람 사이에 다정한 생활은 전혀 없었다. 나중에 7년 전쟁이 끝났을 때 수년 만에 만난 아내를 보고선 “조금 살찐 것 같다.” 라는 말 한마디 뿐이었다고 전해진다. 그 때문에 두 사람 사이에는 아이가 없었으며, 프리드리히 2세의 뒤를 이은 사람은 그의 조카가 된다. 그럼에도 그녀는 남편을 존경하였으며 서신 왕래는 지속되었다고 한다.
그는 이때 부왕이 악명 높은 긴축정책과 광적일 정도로 고된 군사훈련을 통해 유럽에서 유일하게 튼튼한 국가재정을 확보하고, 질서정연하고 막강한 최정예 군대를 만들어내는 것을 직접 목격했다. 후계수업 외에도 그는 부왕의 정치적 활동을 눈여겨보았는데, 이는 그가 통치와 군사조직을 하는 것에 참고가 되었다.
이 무렵에 그는 부임처인 베를린 부근의 라인스베르크 궁전에 머물면서 마음에 내키지 않는 결혼을 한 대가로 얻은 자유를 마음껏 즐겼다. 부왕의 뜻에 따라 고된 군사훈련을 보고, 참여하면서도 여가에는 화가, 작가, 음악가를 초빙해 친분을 쌓았으며, 서간집 등 저술 활동에도 열심이었다. 그는 이때 베를린 부근의 자택에 화가·작가·음악가들을 초빙해 친분을 쌓았으며, 독서를 하거나 저술활동에 열정적이었고 플루트도 연주했다. 비만에 병중이었던 부왕도 더 이상 아들을 통제하기가 쉽지 않았다. 프랑스의 계몽사상가 볼테르의 영향을 받고 그에게 감화되었던 프리드리히가 그와 본격적으로 편지를 주고받으며 친해지기 시작한 것도 결혼 직후 무렵부터였다.
특히 마키아벨리가 제시한 권모술수를 지향하는 르네상스적인 군주상에 반대 의견을 내세운 《반(反)마키아벨리론》(Anti machiavelli)은 볼테르의 손을 거쳐 네덜란드에서 익명으로 출판되어 수개 국어로 번역되고 있다. 그러나 정작 즉위 후 프리드리히 2세가 펼친 정책은 기존에 그의 주장과는 상반되는 것이어서 결국 볼테르에게도 비판받게 된다.

### 즉위 이후

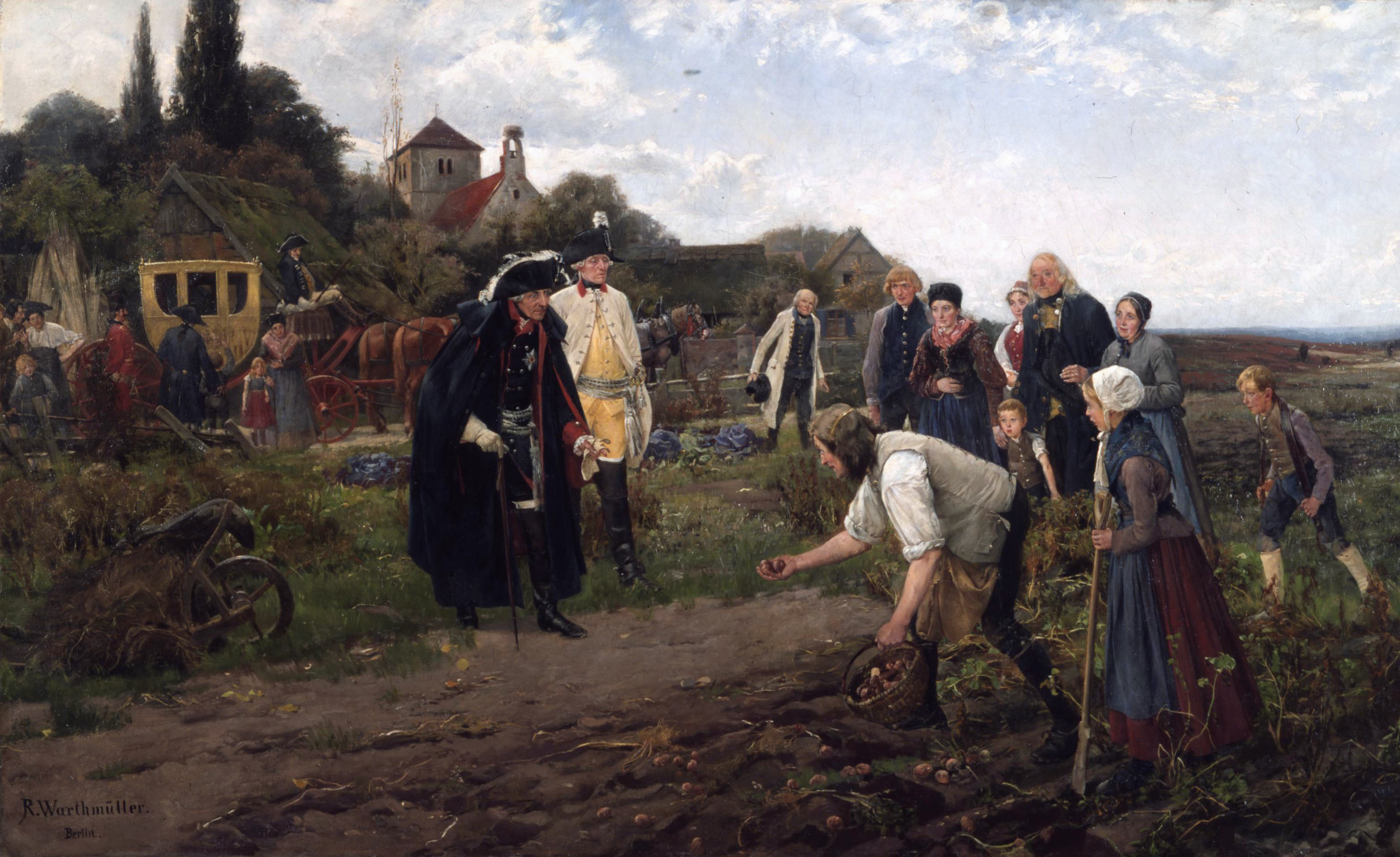
동부 폼메른의 한 농촌에서 감자 수확을 조사하는 프리드리히

#### 즉위 초기와 개혁 정책

##### 악습 폐지
1740년 5월 31일 프리드리히 빌헬름 1세가 세상을 떠나자 프리드리히가 새 왕으로 즉위했다. 프리드리히 2세는 즉위하자마자 즉시 계몽주의적인 개혁정책에 돌입했다. 즉위 초기에 바로 고문 폐지, 언론 검열 폐지, 종교적 차별금지를 추진, 법으로 제정해 나갔고 즉위 초기에 오페라 극장 건설, 빈민구제, 거인 연대 폐지 등이 실행되었다. 선왕 때부터 원성이 자자했던 왕실 근위부대를 해산했다.

##### 학문부흥사업
또한 죄수들에 대한 대사면을 단행하였지만, 죄인들의 죄질과 성격은 꼼꼼히 따져서 석방을 결정하는 등의 수완을 발휘했다. 학문을 멸시했던 선왕 프리드리히 빌헬름 1세의 반지성주의 아래 폐업이나 다름없는 상태였던 베를린 아카테미를 부흥시켜 과거에 추방되었던 학자들을 다시 불러들임으로써, 베를린은 ‘북방의 아테네’로 칭송받게 되었다. 프리드리히 2세 국왕 치세에 독일에서는 의무교육을 실시하는데, 국가의 통치이념을 교육하기 위한 것이었지만 의무교육은 독일 사람들이 글을 읽고 쓸 수 있도록 하였다.

##### 저술활동
또한 볼테르의 도움으로 그는 《반(反) 마키아벨리론》을 공식 발표해 문단에 데뷔하기도 했다. 이 책은 자비·정의·의무·책임감을 바탕으로 한 군주의 윤리, 통치자의 윤리를 규정하고 있다. 그러나 그의 친구들뿐만 아니라 자기 자신조차도 놀랄 만큼 위축되었다. 그들은 적대 진영과 마찬가지로 예술애호와 자유방임을 주창하는 정권의 도래를 성급하게 환영했지만, 프리드리히가 선왕보다 못하다는 것을 발견했다. 한편, 프리드리히 2세는 주위의 반대를 무릅쓰고 아버지로부터 물려받은 8만 명의 상비군을 더욱 증원시켜 차후에 있을 전쟁에 대비하였다.
그는 신뢰, 책임감을 지도자의 최고의 덕목으로 규정했다. 목표 달성을 위해서 방법을 가리지 않는 것을 그는 불쾌히 여겼다.

#### 오스트리아 계승전쟁과 슐레지엔 확보

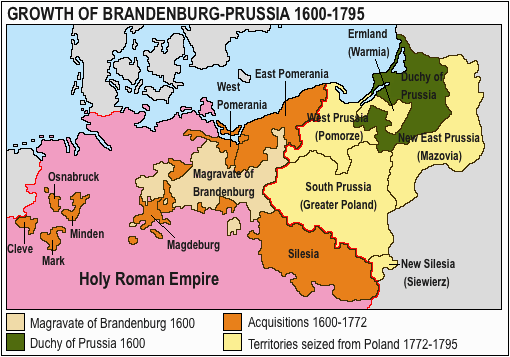
브란덴부르크-프로이센의 부흥

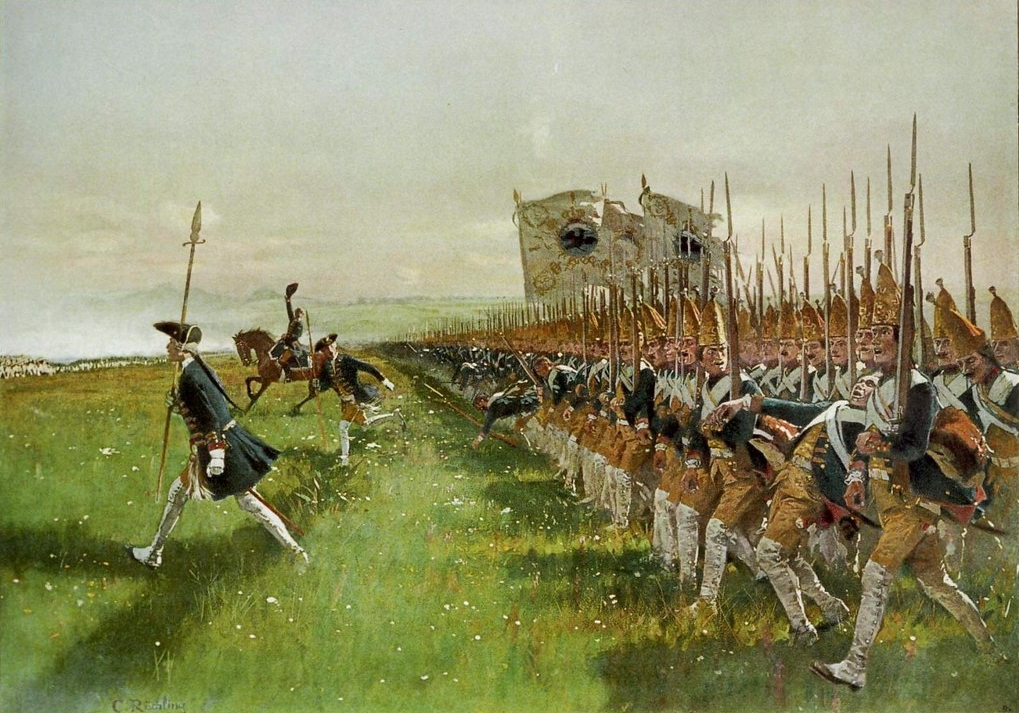
호헨프리트베르크의 전투

1740년 12월 16일, 신성로마제국의 카를 6세의 죽음을 틈타 프리드리히 2세가 이끈 4만 명의 프로이센군이 합스부르크 왕가 영지인 슐레지엔으로 진격하여 오스트리아 왕위계승전쟁이 발발한다. 카를 6세가 아들을 남기지 못하고 죽자 딸인 마리아 테레지아가 제국의 모든 영토와 권리를 상속받은 것에 대해 반발한 것이었다. 이날 이후, 합스부르크 왕가의 새로운 당주로 등극한 마리아 테레지아와 프리드리히 2세는 일생일대의 숙적이 된다.
프리드리히는 마리아 테레지아의 황위 계승을 반대했다. 그리고 슐레지엔에 대한 권리를 공개적으로 요구했다. 당시 신성 로마 제국의 황제는 선출직이었고, 오스트리아 왕국의 계승권을 놓고도 합스부르크 가문의 외척인 바이에른 공작가문에서 제위와 왕위를 각각 요구하는 상황이었다. 프리드리히는 마리아 테레지아의 황위 계승 반대와 슐레지엔에 대한 권리를 요구하는 동시에 다른 한편으로는 바이에른 선제후 카를 7세를 지원하여 그를 황위에 앉혔다. 그러나 카를 7세는 곧 1745년에 사망한다.
외척이었던 바이에른 공작가의 도전과 합스부르크 왕가의 계승권을 요구하는 것과 여제의 즉위를 원치 않는 내부 귀족들의 반발 등에 직면한 마리아 테레지아는 제대로 손을 쓰지 못하고 그에게 협상을 요청한다. 그리고 프리드리히는 그 협상 요청을 수용한다.
프리드리히는 1742년 브레슬라우 조약을 체결하여 거의 모든 슐레지엔 영토를 차지하는데 성공한다. 상황이 이렇게 되자 한때 주변에서 친하게 지내던 철학자와 예술가, 사상가들은 그가 신의를 저버렸다는 이유로 그를 전쟁광으로 비판하며 베를린과 프로이센을 떠나갔다. 당시 이웃 프랑스에서는 계몽주의가 활발하게 전개되고 있었고, 그들은 대부분 프랑스로 건너갔다. 프로이센은 전쟁 비용으로 소모된 국고를 다시 확충하고 새로이 흡수한 슐레지엔을 하나로 묶어야 할 긴급한 상황에서 오스트리아는 네덜란드·영국·작센·사르데냐 등이 동맹을 체결해 프로이센에 대항하려는 움직임을 보이는 등 내외적으로 심각한 상황에 봉착하게 되었다. 프리드리히의 외척이었던 영국마저 오스트리아의 동맹 제안에 수용하는 움직임을 보였다. 그는 영국의 이같은 배신행위를 성토했다. 그러나 영국의 야합에 충격을 받지는 않았다.
1744년 8월 그는 군대 8만 명을 보헤미아로 진격시켜 일단 신성 로마 제국 황제를 지원하는 한편, 부활을 노리는 오스트리아의 도전에 직면해 있는 프랑스의 루이 15세에게 비밀리에 사절을 보내 프랑스에 비밀협정을 제의하여 성사시킨다. 프랑스와의 비밀협정 체결과 명분상 제국 군대를 지원하는 것으로 위기국면의 타계를 시도했다. 그러나 그는 자신의 새로운 야전전술을 물거품으로 만든 오스트리아의 오토 페르디난트 트라운 육군 원수와의 전투에서 패배하여 슐레지엔에서 군대를 철수하게 됐다.
프로이센군 고위 지휘관 중에는 그의 지휘능력에 의문을 제기하였다. 그러나 이때도 그는 여유 있게 대응했다. 전쟁에서 진 것이 아니라 다만 운이 없었을 뿐이라고 판단한 그는 1744년 6월부터, 9, 12월 3차례에 걸쳐 슐레지엔을 침공하여 결정적 승리를 거두었다. 1745년 12월 24일 드레스덴 조약을 체결하여 마리아 테레지아가 오스트리아 대공위를 받아 합스부르크 왕가의 영지를 상속받는 걸 인정하는 조건으로 슐레지엔에 대한 권리를 인정받고 100만 타라의 배상금을 얻어냈다.
이 조약에서 '대왕'이라는 칭호를 받게 되었다. 이는 사실상 황제와 동격이라는 의미를 내포했는데, 오스트리아를 제외한 유럽 어디에서도 최고 실권자의 대접을 받은 것으로 간주된다. 1745년 카를 7세가 사망하자 신성 로마 제국의 황위는 마리아 테레지아의 남편인 프란츠 1세가 승계한다. 그러나 합스부르크 왕가는 더 이상 그에게 도전할 수 없었다.

#### 부국강병
1744년 5월 24일 동프리슬란트 공작 카를 에드차르트(Carl Edzard)가 후계자 없이 사망하자 프리드리히는 동프리슬란트를 점령하여 병합하였다. 전후, 프리드리히 2세는 프로이센의 부흥을 위해 온 힘을 다했다.
명실상부한 대왕의 위치를 굳히기 위해 프리드리히는 그동안 주창해온 시민국가에 대한 봉사·의무의 실현에 주력했다. 먼저 자신의 문학적 관심과 취미를 충족시키기 위해 노력했을 뿐만 아니라 예술과 과학의 열렬한 후원자임을 입증했다. 그는 책과 논문, 시 등 다양한 문학작품을 저술하는 데 심혈을 기울이고 정부 간행물에 대한 지원도 아끼지 않았다. 세세한 일까지 자신이 직접 확인하였으며, 산업 진흥과 이민자 수용 등을 통해 프로이센은 다시 국력을 키워갔다.
또한 직접 '앞으로 1마리의 고양이라도 공격하지 않을 것'이라면서 불가피한 경우를 제외하고 일체의 전쟁을 중단하겠다고 선언하여 평화의지를 과시하는 한편, 예상되는 외부침략에 대비해 군대를 훈련시키고 기병을 강화했다. 병력 증강과 군비를 늘리게 되자 오스트리아와 남부 독일 지방의 소왕국, 공국들은 다시 긴장했고, 그의 평화론에 의문을 제기하며 다시 오스트리아를 중심으로 똘똘 뭉쳤다. 그러나 오랜 격무 탓에 프리드리히 2세의 건강은 갈수록 나빠졌다. 그러나 평화로운 날은 오래 가지 못했다.

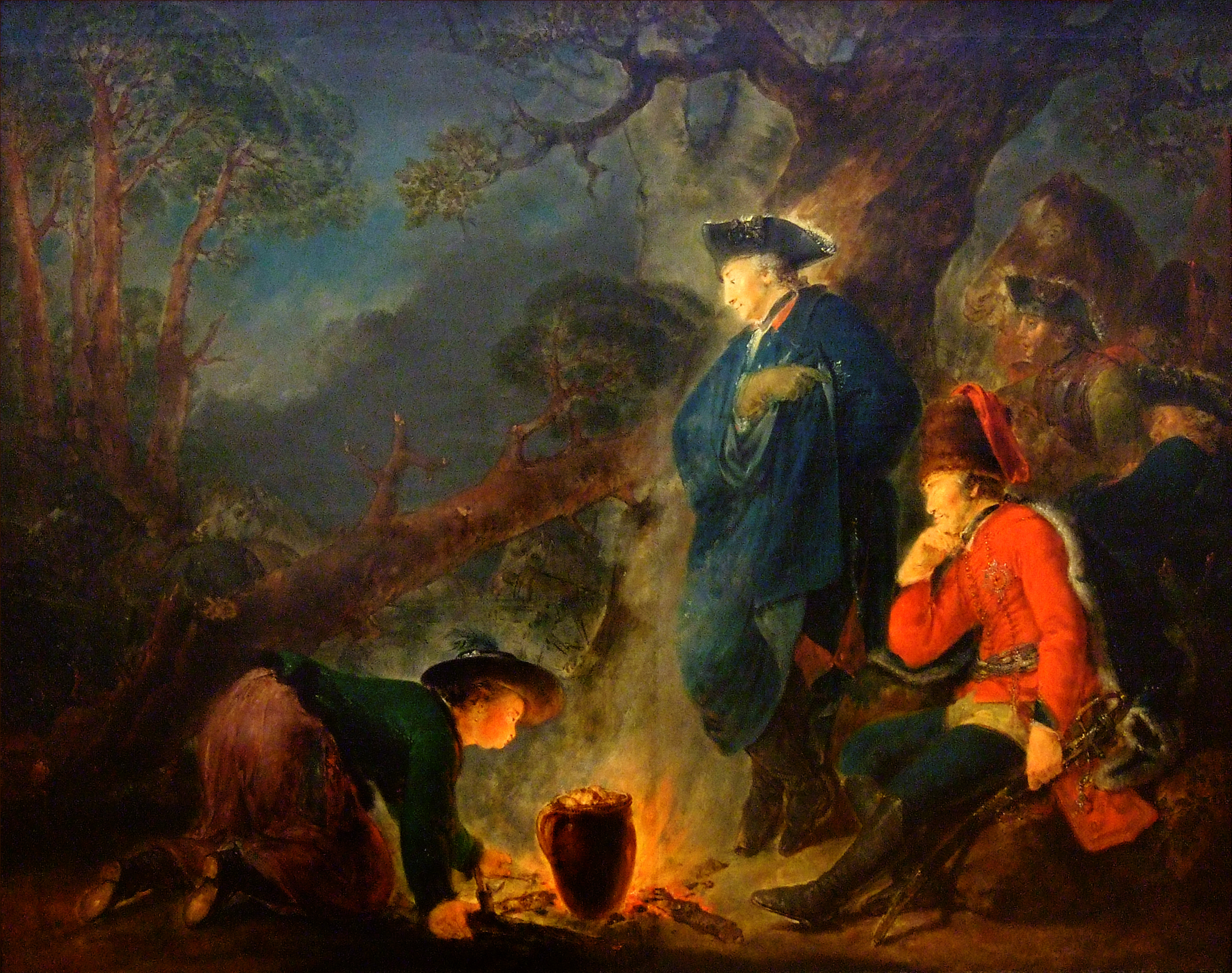
토르가우 전투가 열리기 전의 프리드리히

#### 7년 전쟁
1755년 후반, 오스트리아의 마리아 테레지아는 러시아의 옐리자베타와 루이 15세의 애첩이자 프랑스의 섭정인 퐁파두르 후작 부인과 결탁하여 슐레지엔 탈환을 노리고 있었다. 그는 이를 대단히 불쾌하게 여겼다. 1756년 8월 29일, 프리드리히 2세는 비난적인 여론에도 불구하고 선제공격을 감행, 7만 명의 군대를 이끌고 작센 공국을 침공하였다. 비난적인 여론에도 불구하고 "전쟁승리의 비결은 공격에 있다"고 하는 자신의 전쟁 좌우명에 따라 선제공격을 감행했다. 7년 전쟁이 시작되었다.
1756년 여름 북부 스웨덴과의 접경지역과 슐레지엔에 소규모 경비부대를 배치한 것을 제외하고 7만 명의 군대를 이끌고 작센을 침공했다. 그해 10월 15일 작센이 항복함으로써 전투에서 별다른 전력 손실 없이 대승을 거두었다.
프로이센은 영국 하노버 왕조와 브라운슈바이크·헤센카젤로부터 재정과 군사원조를 약속받고 유럽 중앙에서 7차례나 군사행동을 감행했다. 그러나 1757년 6월 그간 무적으로 평가받던 프로이센군은 쾰른 전투에서 오스트리아 군에게 크게 패배했다.
오스트리아, 러시아, 프랑스 세 나라에 작센 외에도 스웨덴과 독일의 다른 제후들도 가세하면서 수적으로 열세였던 프로이센으로서는 매우 절망적인 상황이었다. 영국이 프랑스의 침략을 받자 협정을 맺고 군사 5만 명을 철수하겠다는 통고를 하고는 그대로 병력을 철수해갔다. 그간 프로이센은 전쟁 때마다 승리를 거둔 무적으로 평가받고 있었지만, 1757년 6월 18일에 콜린 전투에서 오스트리아군에 대패한 후에는 수세로 변하였다. 1759년 8월 12일의 쿠너스도르프 전투에서는 프리드리히 2세가 적에게 노출되어 총을 맞아 윗도리가 뚫렸으며 타고있던 말은 고꾸라졌다. 패주한 프리드리히 2세는 잔존 병력을 정리해 어떻게든 상황을 역전시키려고 하였지만 괴로운 싸움은 계속되어 1760년 10월에는 오스트리아군이 베를린을 포위하기에 이른다.
동맹을 형성한 적의 군대가 대규모인데다 이들의 작전을 파악할 수 없었기 때문에 선제공격을 감행할 수 없었다. 설상가상으로 프랑스의 침략을 받은 영국이 프로이센으로의 원조를 중단하자 프리드리히 2세는 자살하기로 마음먹는다. 이때 그가 쓴 편지에는 ‘이 글을 쓰고 있는 이 순간에도 아군은 계속해서 패주하고 있다. 나는 더 이상 프로이센군의 지휘자가 아니다. 모든 게 다 사라졌다. 나는 조국의 몰락을 보지 않은 채 죽을 것이다. 그럼 안녕히.’ 라고 쓰여 있다.
콜린 전투에서의 패배로 기세가 오른 오스트리아군은 그를 추격했고, 1757년 가을 내내 계속 패배했다. 프로이센군은 이같은 악조건에도 불구하고 그해 여름까지 동맹을 맺고 있던 프랑스군을 격퇴한 이후 많은 프로이센군 사상자를 내면서도 오스트리아·러시아군을 차례로 격퇴했다. 1758년에는 한 번의 전투에서 오스트리아에 패한 적이 있으나 슐레지엔은 계속 점령할 수 있게 되었다. 프리드리히는 구제불능의 위기에서 다시 살아났다. 특히 최악의 유혈사태가 발생하는 등 전력 손실이 심했던 이듬해 8월 쿠너스도르프 전투에서 그는 승리를 거두었다.
프랑스의 침공 문제를 해결한 영국은 이후 미국 등지의 식민지 확보 전쟁에서 라이벌 관계에 있었던 프랑스와 협정을 깨고 프로이센에 대한 지원을 재개했다.
프리드리히의 개인적 자질이 병사들에게 불러일으킨 천재성과 신뢰는 이후 1760년 대(對) 오스트리아 전투와 1761년 대 프랑스 전투에서 무적임을 다시 한번 입증했다. 악조건과 대량의 전사자를 내면서도 오스트리아와 프랑스, 러시아를 연속으로 격퇴하면서 그의 명성은 유럽 전역에 다시 퍼지기 시작했다. 그는 그때까지 방문해 본 적이 없는 영국에서조차도 최고의 인기를 누렸다. 그러나 영국은 인도와 함께 캐나다 정복을 진행하고 있었는데다 피트 총리가 권좌에서 추방되는 등 국내외적 상황이 어렵게 되자 다시 프로이센에 대한 지원을 중단하겠다고 발표했다. 동맹인 영국군의 재 철수로 프리드리히의 군대는 15만 명에서 6만 명으로 대폭 줄었으며 훈련기간도 점차 감소되는 등 군의 역량이 갈수록 줄어들어 조만간 전쟁을 중단하지 않을 수 없게 되었다.
1762년 1월 5일, 옐리자베타 여제가 급사하고 표트르 3세가 러시아의 새 황제로 즉위하였다. 표트르 3세는 프리드리히의 열렬한 숭배자였기 때문에 프로이센과 러시아 사이에 기적적으로 강화가 성립했다. 러시아가 적대 행위를 중단한 것은 물론이고 1만 8,000명의 병력을 그에게 넘겨주었다. 게다가 동시에 프로이센 북부 지역의 위협세력인 스웨덴도 평화를 선언했다. 스웨덴 역시 프리드리히 2세의 누이인 스웨덴 왕비의 중재를 통해 같은해 5월에 강화가 맺어졌다. 이는 뜻밖의 행운이었다. 이를 계기로 긴 전쟁으로 지쳐가던 열강은 차례로 군사를 철수시켰다.
이제 남은 적대국이라고는 재원과 인력 면에서 사실상 바닥권인 프랑스와 오스트리아밖에 없었다. 프리드리히 2세의 프로이센 군은 프랑스를 라인 강 밖으로 몰아내는 데 성공하고 오스트리아를 공략한다. 고립된 오스트리아에 일격을 가해 승리를 거두어 마침내 1763년 2월 10일 두 나라 사이에 평화조약이 체결되어 프로이센의 슐레지엔 영유권이 확정되었다. 이 전쟁이 있은 후, 프리드리히 2세는 더 이상 큰 전쟁을 일으키지는 않았다. 1763년 2월부터는 유럽 전체에 평화가 깃들기 시작했다. 이 때 주변의 오스트리아 합스부르크 왕조는 더 이상 지방세력들을 지배할 수 있는 힘을 상실하고 신성 로마 제국을 통치할 수 없게 되었다.
이후 합스부르크 왕가는 명목상의 황제 노릇을 유지하다가 1806년에 제국은 붕괴되고 일시적으로 나폴레옹의 수중에 떨어졌다가, 그 뒤 독일은 황제의 제후국이었던 각 소왕국과 공국들이 독립을 선언하면서 소왕국들로 분할된다.
그의 7년 전쟁의 승전은 1908년 유길준에 의해 한국에도 보로사국후례두익대왕7년전사(普魯士國厚禮斗益大王七年戰史)라는 이름으로 소개되었다. 프로이센은 프리드리히 2세 때부터 서서히 확보, 확장한 국력을 바탕으로 300여 개의 독일 내 소왕국, 공국들을 정복하여 통일을 달성하게 된다.

#### 서프로이센 확보
하지만 1772년의 제1차 폴란드 분할에 참가해 당시 폴란드령이었던 서프로이센을 차지해 영토를 한층 더 넓혔으며 1778년부터 1779년까지 계속된 바이에른 왕위계승전쟁에서는 오스트리아와 다시 교전하였다. 또한, 외교면에서는 특히 오스트리아의 부흥을 매우 경계하여 작센 등과 동맹을 결성해 대항했다. 프랑스와 러시아와의 관계 개선에도 노력하였으며, 다시 7년 전쟁의 고립에 빠지기 않기 위해 세심히 주의를 기울였다.

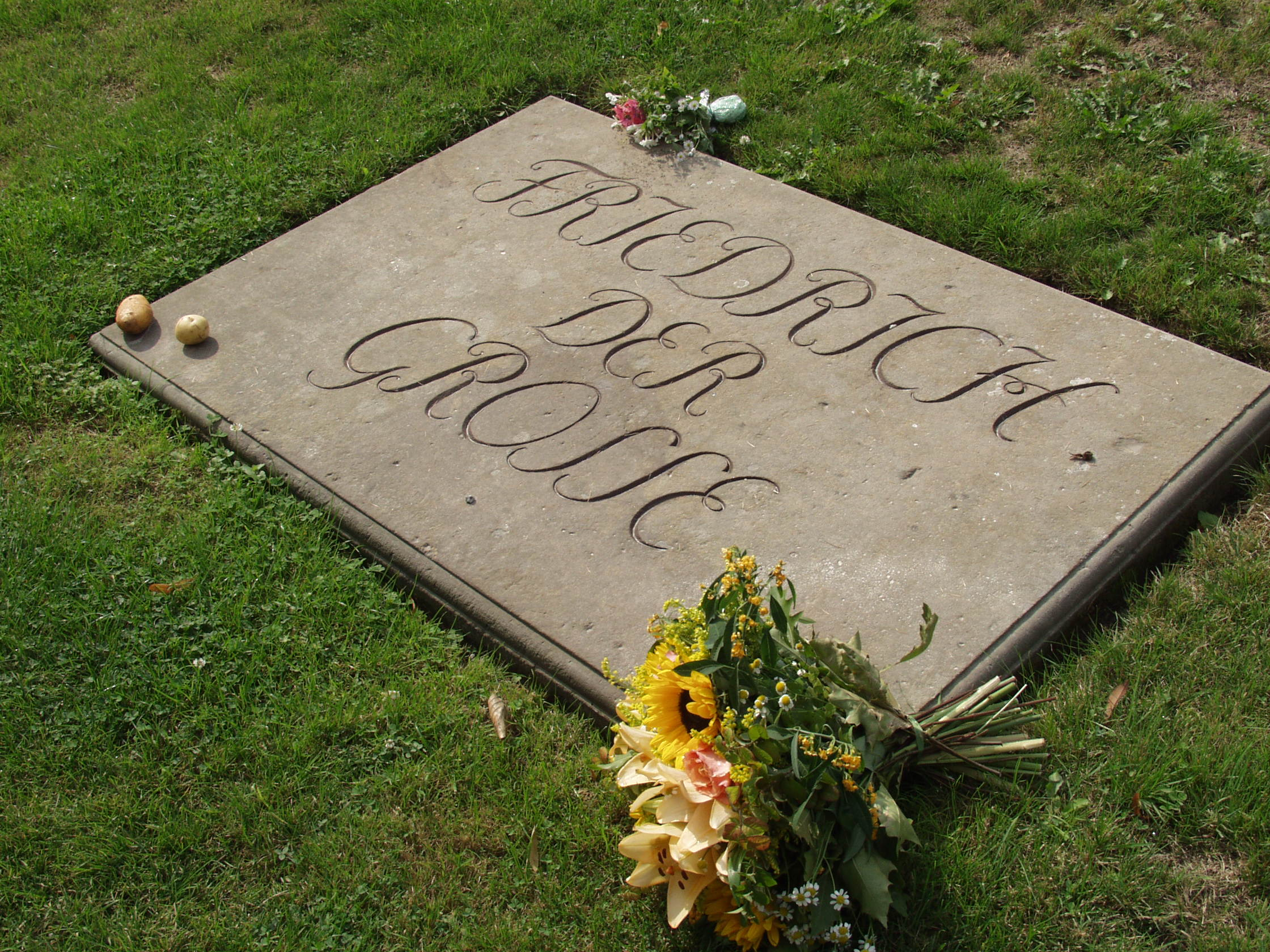
프리드리히 2세의 무덤

평화가 다시 찾아온 후 프리드리히 2세는 포츠담 교외에 지은 여름 별궁인 상수시 궁전에 기거하며 안락한 생활을 만끽하였다.

#### 사망

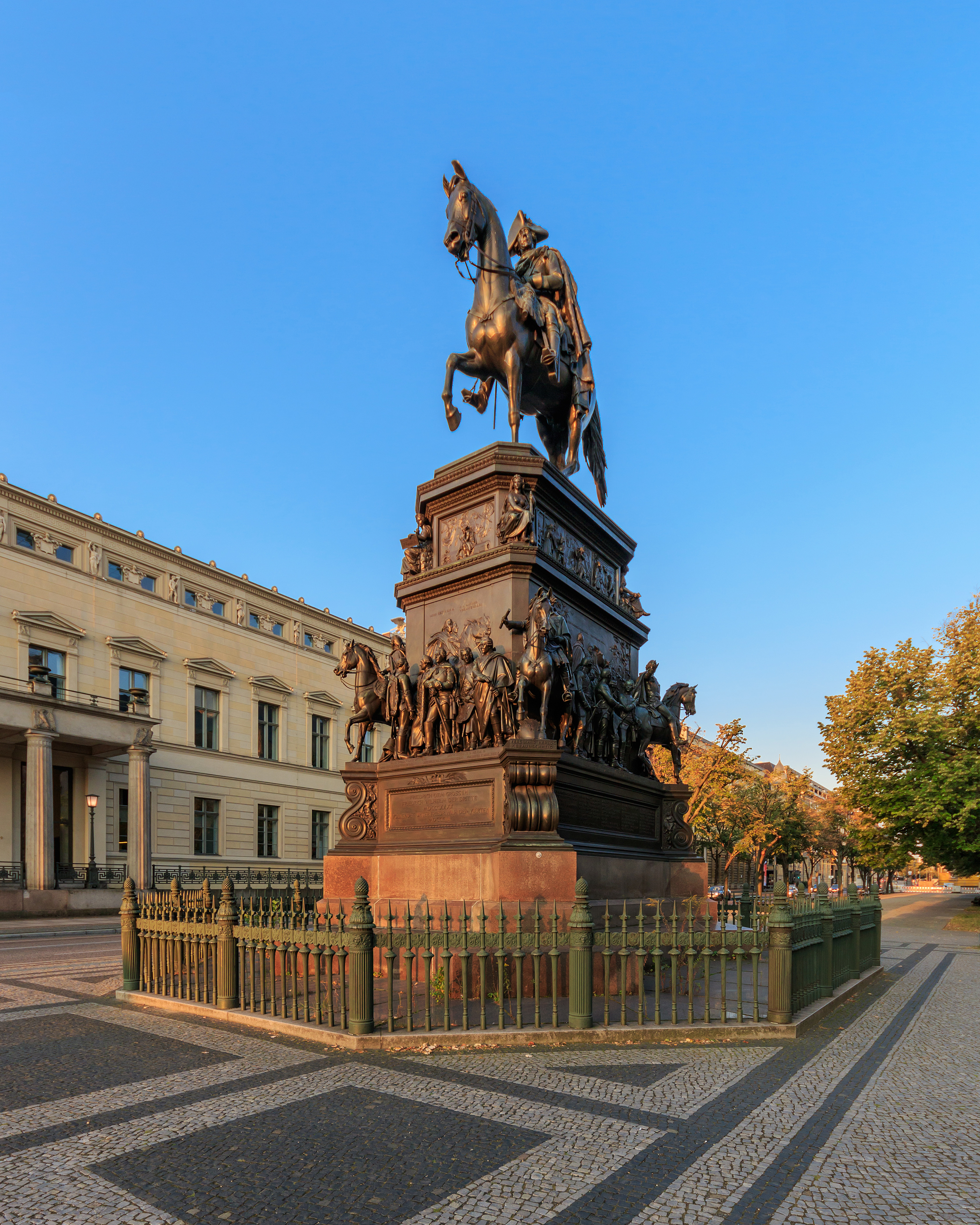
프리드리히 2세의 기마상

이후 그는 바쁜 정무 와중에도 틈틈이 시간을 내어 서신 왕래나 플룻 연주, 저술활동을 즐기며 지낸다. 그러나 프리드리히는 처음부터 몇몇 소수의 친밀한 인사들과 교류하며 제한적인 인간관계를 형성했다. 또한 그는 사람을 경멸하는 태도를 드러내 귀족들과 관료, 외교관들의 비위를 건드리기도 했다. 생애 후반에 갈수록 그의 인간 불신, 인간 혐오는 심해졌다.
만년의 프리드리히 2세는 그의 가족이나 친구가 모두 죽자, 점차 고독해 하고 다른 사람을 멀리하기 시작했다. 그는 수많은 예술가들을 궁정으로 초대하여 시인, 음악가 등을 재정적으로 후원하는 등 문화예술인의 보호자를 자처했다. 그러나 그의 고독과 인간 불신은 사라지지 않았다. 오직 애견 그레이하운드들만이 그의 위로대상이었다.
그 때문에 원체 허약했던 몸이 한층 더 악화되어 심장 발작이나 호흡 곤란에 시달리면서 하루의 대부분을 의자에 앉아 보냈다. 그는 마지막 소원이라면서 애견들 곁에 묻어달라고 부탁했다고 한다.
프리드리히 2세는 1786년 8월 17일 포츠담의 상수시 궁전에서 갑작스레 죽게 된다. 당시 대왕의 나이는 74세였다.

### 사후
그에게는 아들이 없었고, 그의 뒤를 이은 것은 조카 프리드리히 빌헬름 2세였다. 프리드리히 빌헬름 2세는 프리드리히의 동생 아우구스트 빌헬름(1722 ~ 1758)의 아들이었다.
시신은 포츠담 교회의 왕실 납골당에 안장되었다. 그 후 제2차 세계대전 동안 그의 시신이 여기저기를 전전하였으나, 독일 통일 후인 1991년에 상수시 궁전의 마당에 옮겨져 지금은 그의 유언에 따라 개들과 함께 묻혀 있다.
1970년 이전까지 한국에서 그는 후례두익(厚禮斗益)이라는 이름으로 알려졌다. 한국에서는 후례두익으로 번역 소개되었는데, 1908년 유길준이 보로사국후례두익대왕7년전사(普魯士國厚禮斗益大王七年戰史)를 통해 한국 국내에 소개하면서 알려지게 되었다. 중국 한자로는 비특렬(腓特烈)로 번역되었다.

## 저서
- 《반(反)마키아벨리론》(Anti machiavelli)

## 평가와 비판
군사적 소질 외에 통치술, 용인술과 라틴어, 문학, 시, 음악 등의 예술에도 두루 관심을 보인 점이 높이 평가되고 있다.

### 평가
국가를 통치하고 군대 조직 및 정복전쟁 지휘를 직접 담당하는 등 1인 3역을 훌륭히 수행하여 나폴레옹과 함께 역사적으로 위대한 지도자의 한 사람으로 꼽힌다. 또한 종교나 인종을 불문한 인재 채용이 높이 평가된다.
모든 종교에 관용적인 정책을 폈고 보통교육을 확대한 점이 그의 치적으로 기억된다. 또한 그는 프로이센 왕국 중심의 독일 재통일의 기반을 마련한 군주로도 평가된다.

### 비판
정치분야에서는 스스로를 국가의 첫 번째 종이라고 자처하면서 전제정치에 인간적인 자비로움을 접목시키려고 시도하였다. 그럼에도 그는 독재자로 지목되며, 개화된 독재라는 평가를 받고 있다. 프리드리히가 선왕보다 못하다는 평가도 있으나, 그러나 이러한 평가는 분명 과장된 측면이 있다.는 반론도 있다.

#### 슐레지엔 침공에 대한 비판
그의 슐레지엔 침공 초기 프로이센 군에서도 많은 희생자를 냈다. 이때문에 비판이 제기되기도 한다. 그러나 그는 나중에 쓴 글에서 "개인적 동기로 슐레지엔을 공격하지 않았다. 그것은 어디까지나 합법적이었다. 나는 당시 젊었고 많은 돈과 군대를 보유하고 있었으며 신문을 통해 나의 이름이 알려지기를 원했다"라고 기록하고 있다.
모든 대륙의 권력자들이 머지 않아 마리아 테레지아의 상속재산을 침탈할 것은 자명했기 때문에 자신의 행동은 당연했다는 것이다. 이로 인해 얼마나 많은 사람들이 상처를 입었는가에 대해서는 전혀 고려하지 않았다는 비판이 존재한다,

## 기타
그의 정책 중 전통과 구습에 얽매이지 않으려는 태도는 어린 시절과 청소년기에 형성된 부왕 프리드리히 빌헬름에 대한 반발심리에서 유래했다고 본다. 그러나 어머니 조피 도로테아를 닮아 섬세하고 예민한 성격이었던 성격적 측면도 지적되고 있다.

### 인간에 대한 불신
그의 어린시절과 청년시절은 불행했다. 철두철미한 실용주의에다 독선적인 성격의 군국주의자인 아버지 프리드리히 빌헬름 1세는 아들의 예술과 학문에 대한 열정을 용납하지 않았다. 따라서 프리드리히는 어려서부터 군사훈련과 루터파 교리가 주종을 이루는 스파르타식 교육, 훈련 이외에는 다른 학문이나 취미생활은 엄격히 통제당했다. 그는 아버지의 이러한 취미, 학문에 대한 관심을 억압하는 것에 불만이었다.
그는 라틴어·시·철학·음악 등의 분야에 취미를 갖고 있었고, 볼테르 등과도 연락하였으며 플룻연주, 요한 세바스티안 바흐와 비발디 음악에도 두루 정통했다. 청소년기 무렵의 그가 라틴어·시·철학·음악 등 정서적인 분야에 취미를 갖고 있었던 것은 아버지에 대한 철저한 반발심리에서 비롯되었을지도 모른다.는 시각도 존재한다.
전통과 구습에 얽매이지 않으려는 그의 반항적 행동은 아버지를 실망시켜 더욱 엄격한 통제를 받게 되었고 결국 부자간의 거리는 멀어졌다. 프리드리히 빌헬름은 애초에 품었던 사랑이나 신뢰 대신에 증오만 쌓여갔으며, 아들 또한 끝없는 절망을 느끼게 되었다. 그의 반항은 오래 지속되었다. 그럴수록 아버지의 노여움은 병적으로 커져갔다.
프리드리히는 아버지뿐만 아니라 주변 신하들, 영국과 독일 내 하노버 왕실의 외척들로부터도 좌절감을 느끼기 시작했다. 하노버 왕가는 영국의 왕위를 계승하였지만, 독일의 하노버 공국의 대공위도 갖고 있었기에 그는 수시로 외가쪽 외척들을 만나볼 수 있었다. 그러나 그는 친척, 외척들과도 별로 상종하지 않았다.

### 사상적 측면
그는 군주의 덕목으로 자비·정의·책임감을 바탕으로 한 군주의 윤리로 설정하였다. 또한 '군주에게는 개인적인 원수가 있어서는 안된다.'는 점과, '군주는 국가의 제일의 종이다.'라는 사상을 피력했다. '군주는 국가 최고의 종'이라는 신념은 명언으로 회자화되기도 하였다.

## 같이 보기
| - 오스트리아 왕위 계승 전쟁 - 7년 전쟁 - 클라우제비츠 - 프리드리히 빌헬름 1세 - 아우구스트 빌헬름 - 프리드리히 빌헬름 2세 - 마리아 테레지아 - 빅토리아 여왕 - 마키아벨리즘 - 로스바흐전투 - 로이텐전투 | - 절대왕정 - 브란덴부르크 선제후 - 신성로마제국 - 마리 앙투아네트 - 마키아벨리 - 볼테르 - 루이 14세 - 루이 15세 |